# او-انیسیک اسید
او-انیسیک اسید (به انگلیسی: O-Anisic acid) با فرمول شیمیایی C8H8O3 یک ترکیب شیمیایی با شناسه پاب‌کم 11370 است. که جرم مولی آن ۱۵۲٫۱۵ گرم بر مول می‌باشد. 